# The New Twilight Zone—aflevering 2
De tweede aflevering van de serie The New Twilight Zone bestaat uit drie subafleveringen: Wordplay, Dreams for Sale en Chameleon

## Wordsplay
Wordsplay is de eerste subaflevering. Het scenario werd geschreven door Rockne S. O'Bannon.

### Verhaal
Bill Lowery is een overwerkte verkoper wiens bedrijf pas geleden is overgeschakeld naar een medische productielijn. Derhalve moet hij de hele nacht opblijven om de nieuwe termen uit zijn hoofd te leren. Zijn vrouw maakt zich zorgen om hem, en om hun zoon.
De volgende dag, wanneer Bill naar zijn werk vertrekt, hoort hij zijn buurman aan diens hond refereren als een “encyclopedie”. Bill denkt dat hij het verkeerd moet hebben verstaan. Maar op zijn werk blijkt dat er toch meer aan de hand is, want iedereen spreekt opeens een soort wartaal waarin ze woorden vervangen door andere woorden die helemaal niets met het originele woord te maken hebben. Omgekeerd begrijpen anderen totaal niet wat hij zegt wanneer hij de “goede” woorden gebruikt. Zelfs zijn vrouw doet hieraan mee. Bill denkt aanvankelijk dat zijn vrouw en collega’s een practical joke met hem uithalen, maar al snel beseft hij dat hij zelf de oorzaak is van het probleem. Door zijn vele studie van de nieuwe medische termen is zijn eigen taal vreemd voor hem geworden.
Bill raakt steeds gefrustreerder door de wartaal om hem heen. Als hij thuis komt, blijkt zijn zoon ernstig ziek te zijn. Hij brengt hem naar de eerste hulp, en laat zijn vrouw het woord doen daar hij zichzelf niet meer verstaanbaar kan maken. Bills zoon wordt snel behandeld, en geneest. Ondertussen begint Bill met een tijdschrift zijn eigen taal weer te leren.

### Rolverdeling
- Robert Klein : Bill Lowery
- Annie Potts : Kathy Lowery
- Robert J. Downey : Mr. Miller
- Adam Raber : Donnie

### Thema
Dit verhaal bevat een overdreven weergave van hoe sommige woorden in de loop der tijd een heel andere betekenis krijgen, en hoe mensen daar soms lastig mee om kunnen gaan.

## Dreams for Sale
Dreams for Sale is de tweede subaflevering. Het scenario werd geschreven door Joe Gannon.

### Verhaal
Bij aanvang van de aflevering ziet men een vrouw die aan het picknicken is met haar echtgenoot en dochters. De vrouw wordt echter achterdochtig wanneer geluiden en beelden om haar heen zich beginnen te herhalen.
Dan wordt ze wakker en blijkt alles een droom te zijn. Ze zit in een futuristische droommachine die mensen kan laten dromen wat zij maar willen. De kamer waar ze zich bevindt zit vol mensen die ook op deze manier dromen. Een monteur vertelt haar dat er een storing is opgetreden in de machine. Daardoor werd ze vroegtijdig wakker. Hij herstelt het probleem, zodat de vrouw nog zes minuten kan slapen voor ze weer aan het werk moet.
Nog altijd verward keert ze terug naar de droomwereld. Maar dan ontstaat er weer kortsluiting, en de machine valt stil voor dat de monteur de vrouw kan wekken. Derhalve komt haar geest vast te zitten in haar droomwereld. Het enige wat de monteur kan doen is zichzelf troosten met de gedachte dat ze tenminste gelukkig gestorven is.

### Rolverdeling
- Meg Foster : dromer
- David Hayward : Paul
- Vincent Gastaferro : droommonteur
- Lee Anthony : reddingsmonteur
- Kristi Purdy : tweeling nr. 1
- Deanna Purdy : tweeling nr. 2

## Chameleon
Chameleon is de derde subaflevering. Het scenario werd geschreven door James Crocker.

### Verhaal
Een Amerikaanse spaceshuttle bevindt zich in een baan rond de aarde. Wanneer er technische problemen optreden met de boordcamera, keert de shuttle terug naar de aarde. Twee monteurs onderzoeken de camera. Wanneer monteur Simmons de camera meeneemt, is er een blauwe lichtflits te zien waarna Simmons is verdwenen. De andere monteur ziet dit, en waarschuwt de beveiliging. Die laat de camera opbergen op een afgesloten ruimte.
Terwijl wetenschappers het vreemde verschijnsel bespreken, is er weer een lichtflits. Simmons is weer terug, maar nu is de camera weg. Simmons wil dat ze hem uit de kamer laten, maar de wetenschappers weigeren. Ze bekijken videobeelden uit de ruimte waar de doos met de camera stond, en zien hoe de doos verandert in Simmons. De Simmons die voor hen staat vertelt de wetenschappers nogmaals dat hij echt naar buiten moet, en wanneer ze hem vragen waarom verandert hij voor hun ogen in een vrouw. Een van de aanwezigen herkent de vrouw als Simmon’s vrouw Kathy. De wetenschappers vermoeden dat er een alien is meegereisd met de shuttle, en dat deze alien zich kan veranderen in alles of iedereen die hij maar wil. De wetenschappers vragen de alien waar de echte Simmon is, maar deze begint enkel alles om zich heen stuk te slaan. De wetenschappers zijn gedwongen hem te verdoven met slaapgas. Wanneer een van de dokters de kamer betreedt, pakt de alien de hand van de dokter vast. Er volgt een blauwe lichtflits waarna beiden zijn verdwenen, en in hun plaats een kernbom in de kamer staat die spoedig af zal gaan.
Curt, een andere wetenschapper, probeert met het wezen te onderhandelen, maar zonder succes. Wanneer de teller van de bom op 0 staat, verschijnt de dokter weer en rent de kamer uit. Curt achtervolgt hem. Hij roept het wezen toe om Simmons en de dokter, die hij blijkbaar geabsorbeerd heeft, te laten gaan. Het wezen beweert dat de twee mannen niet zijn gevangenen zijn, en dat ze blijven vanwege hun honger naar kennis. Hij vraagt Curt om zich ook aan te sluiten bij hen in hun zoektocht naar avontuur, maar die weigert. Het wezen verandert in een gaswolk, en vliegt weg.

### Rolverdeling
- Terry O'Quinn : Curt Lockridge
- John Ashton : Chief Bradley Simmons
- Ben Piazza : Dr. Vaugh Heilman
- Steve Howell Bassett : Gerald Tyson

### Trivia
- Dit filmpje bevat beeldmateriaal van de Spaceshuttle Challenger.